# Великие Озёра (Ровненская область)
Великие Озёра (укр. Великі Озера) — село, центр Великоозерянского сельского совета Дубровицкого района Ровненской области Украины.
Население по переписи 2001 года составляло 871 человек. Почтовый индекс — 34146. Телефонный код — 3658. Код КОАТУУ — 5621881301.

## Местный совет
34146, Ровненская обл., Дубровицкий р-н, с. Великие Озёра, ул. Бегмы, 60.